# Lobo (navegador web)
Lobo (anteriormente conocido como "Warrior") es un navegador de 
código abierto escrito en Java con soporte para HTML 4, JavaScript 
y CSS2. Lobo también apoya directa 
prestación de las fuentes JavaFX y Java ( Swing o AWT). 
Lobo es parte del proyecto Lobo, que tiene por objeto 
construir un navegador en Java Rich Internet Application (RIA) 
plataforma con capacidades más allá de los proporcionados por HTML y AJAX. 